# Irina Müller
Pour les articles homonymes, voir Müller.
Irina Müller, née le 10 octobre 1950 à Leipzig (République démocratique allemande), est une rameuse est-allemande. Elle est championne olympique aux Jeux de 1976.

## Carrière
Lors des Jeux olympiques d'été de 1976, elle est sacrée championne olympique du huit avec l'équipe est-allemande.
Elle était une informatrice de la Stasi sous le nom de code "Ines". L'année précédente, elle avait déjà remporte le titre mondial en quatre barré aux Mondiaux 1975.

## Palmarès

### Jeux olympiques
- Jeux olympiques d'été de 1976 à Montréal ( Canada) :
  -  médaille d'or en huit

### Championnats du monde
- Championnats du monde 1975 à Nottingham ( Royaume-Uni) :
  -  médaille d'or en quatre barré
- Championnats du monde 1974 à Lucerne ( Suisse) :
  -  médaille d'or en huit

### Championnats d'Europe
- Championnats d'Europe 1973 à Moscou ( Union soviétique) :
  -  médaille d'argent en huit
- Championnats d'Europe 1971 à Copenhague ( Danemark) :
  -  médaille de bronze en quatre barré